# Lyoness
Lyoness è una società di marketing multilivello fondata in Austria nel 2003. Al 27 maggio 2020 la società è attiva in 52 paesi, si estendeva in sei continenti e la loro comunità commerciale è composta da oltre 15 milioni di membri. In diversi Paesi Lyoness è stata condannata per utilizzare uno schema piramidale a danno dei consumatori (cioè chi diventa membro).

## Struttura aziendale
Nel 2004, l'amministratore delegato di Lyoness Hubert Freidl, è stato assunto come direttore esecutivo dell'azienda. Lyoness comprende almeno sette società registrate in Svizzera, nove società registrate in Austria e circa 50 ulteriori società nazionali e regionali in tutto il mondo. Nel marzo del 2019, da un ramo d'azienda Lyoness nasce myworld Italia S.r.l. Il nome "Lyoness" deriva dal regno mitologico celtico "Lyonesse". "Lyconet" è stato introdotto nel 2014 come nuovo nome commerciale per lo stesso gruppo di società.

## Modello di business

### Shopping community
In tutto il mondo, la shopping community di Lyoness conta a luglio 2016 circa sette milioni di membri che ricevono sconti facendo acquisti presso 80.000 partner Lyoness (2017) con oltre 300.000 punti di accettazione.

### myWorld e Cashback World
Cashback World, controllata da myWorld, è la shopping community di Lyoness. Attraverso i sistemi di sconti, i membri ricevono sconti diretti fino al 5% sotto forma di rimborso su ogni acquisto effettuato presso partner Lyoness o Cashback World. A seconda del paese, la somma degli sconti ottenuti deve essere di 5 o 10 euro o superiore per poter essere trasferita sul conto bancario del membro Lyoness. Le offerte e gli sconti sono disponibili e utilizzabili mediante la Cashback App, un app per dispositivi mobile. Inoltre è possibile usufruire di una carta fisica denominata Cashback Card. A settembre 2019 le imprese convenzionate al sistema Cashback World risultano essere 130.000 a livello globale.

#### Cashback
Il Cashback e gli Shopping Points sono i vantaggi per gli aderenti. Questi vengono generati al momento dell'acquisto presso un Lyoness Loyalty Merchant, ovvero un esercente partner partecipante al Cashback World Program e quindi facente parte della rete Lyoness. I vantaggi dipendono dalle condizioni del commerciante. Gli Shopping Point possono essere utilizzati per le offerte riservate ai possessori di Shopping Point, che funzionano come dei buoni. Lyoness trasferisce il Cashback guadagnato sul conto bancario registrato dall'aderente.

#### Shopping Point
Gli aderenti accumulano Shopping Points (SP) a ogni acquisto effettuato presso le imprese convenzionate, sia online che offline, ovvero presso le imprese che con i loro punti vendita e con i loro online shop partecipano al Cashback World Program. Questi Shopping Points possono essere riscossi per acquistare Shopping Point Deal.

### Lyconet
Lyoness gestisce una comunità commerciale internazionale intersettoriale, da cui i membri e i commercianti presumibilmente ricevono, rispettivamente, sconti cashback e fidelizzazione dei clienti. Lyoness ha annunciato che a partire da luglio 2014, tutte le attività di network marketing saranno raggruppate sotto il nuovo marchio Lyconet (Lyoness Community Network). Per "attività di network marketing" si intende l'attività di pubblicizzare e attrarre nuovi clienti mediante la figura del Marketer.

#### Lyconet Shopping Advisor
Si indicano come Shopping Advisor tutti i Marketer che non hanno ancora raggiunto un livello di carriera.

#### Lyconet Premium Marketer
Si indicano come Premium Marketer tutti i Marketer che hanno già raggiunto un livello di carriera. Lo Status di "Premium Marketer" si mantiene finché resta in vigore l'accordo Lyconet del Marketer, anche se detto Marketer non si trova in alcun livello di carriera.

### Bonus amicizia
Oltre agli sconti sugli acquisti personali, i membri di Lyoness ricevono una commissione dell'1% sugli acquisti effettuati dalle persone che hanno presentato a Lyoness (contatti diretti), nonché dei punti generati dagli acquisti effettuati dalle persone introdotte dalle persone che hanno portato (contatti indiretti). Lyoness si riferisce a questo sistema come "Bonus amicizia".

### Organizzazione internazionale
I nomi dei marchi Lyoness e Lyconet coprono varie strutture aziendali. La principale holding finanziaria si chiama Lyoness International AG ed è supportata da diversi dipartimenti amministrativi, quali ad esempio Lyoness eBiz GmbH, Lyoness Dataservice GmbH, Lyoness Lyco Soft GmbH, Lyoness Child & Family Foundation, Lyoness Greenfinity Foundation.

### Organizzazione continentale e nazionale
Le organizzazioni continentali sono filiali di Lyoness International AG e sono registrate come società per azioni. Sono le seguenti: Lyoness Europe AG (fondata nel 2003), Lyoness IMEA SA (2009), Lyoness North America Ltd., Lyoness South America SA, Lyoness Asia Ltd. (2011).
Gli uffici nazionali sono filiali delle società per azioni continentali e sono registrati come società a responsabilità limitata.

### Collaborazioni
Lyoness ha avviato collaborazioni cashback con diverse società sportive in Europa dal 2015:
- MotoGP (via Dorna Sports)[19]
- SK Rapid Wien[20][21]
- Austrian Golf Association[22][23]
- HC Slovan Bratislava[24]
- SK Slavia Praha[25]
- Legia Warszawa[26]
- Federazione Italiana Golf[27]
- Österreichische Sporthilfe[28]
- Lechia Danzica[29]
- Lech Poznan[30]
- Wisla Kraków[31]
- Landesfeuerwehrverband Steiermark[32]
- HC Kometa Brno[33]
- Velux EHF Final4[34]
- Jokerit Helsinki[35]
- FC inter
- AS Roma
- Federazione italiana Golf

## Coinvolgimento sociale
Secondo Lyoness, ogni acquisto fatto dai suoi membri presso le sue società partner avvantaggia la Lyoness Child and Family Foundation, un'organizzazione benefica di proprietà di Lyoness, e la Lyoness Greenfinity Foundation, un'organizzazione di proprietà di Lyoness che promuove la sostenibilità.

### Sport
Nel 2012 Lyoness, insieme alla sua Greenfinity Foundation, ha stretto un accordo triennale con l'Australian Golf Open per diventare lo sponsor principale dell'annuale torneo austriaco di golf Austrian Open, che per l'occasione è stato ridenominato Lyoness Open. Questo torneo fa parte dell'European Tour.  Lyoness è anche coinvolta nel mondo del calcio, sponsorizzando la "European Juniors League", una competizione calcistica europea per squadre giovanili, nonché il club austriaco SK Rapid Wien. Lyoness pagherà 9 milioni di euro nelle prossime 5 stagioni calcistiche, ma non sarà lo sponsor principale di Rapid Wien.

## Controversie

### Procedimenti in Austria
Nel 2004, un anno dopo la fondazione di Lyoness, la polizia criminale austriaca (Kriminalpolizei) pubblicò un articolo nel numero di dicembre della rivista della sua organizzazione in cui avvertiva della riemersione di schemi Ponzi e schemi piramidali in Austria. Lyoness è stato esplicitamente menzionato in questo articolo. La società ha contestato pubblicamente le accuse. Nel 2005 Johann Maier (SPÖ), un membro del Parlamento austriaco, ha chiesto a Karin Miklautsch (BZÖ), allora in carica Ministro della Giustizia austriaca, delle interrogazioni parlamentari sulle relazioni depositate contro presunti schemi piramidali in Austria nel 2004. Lyoness era una delle organizzazioni contro cui erano state presentate denunce.
Nel 2008 la Camera del lavoro austriaca ("Arbeiterkammer") di Steiermark ha emesso un avvertimento nei confronti di Lyoness, elencando le sue presunte violazioni della privacy, pubblicità ingannevole, informazioni ingannevoli e benefici non realistici e trascurabili.
All'inizio del 2012 Kleine Zeitung ha pubblicato un articolo che suggerisce che Lyoness abbia ingannato le masse gestendo una comunità commerciale irrilevante.
Nel luglio 2012 der Standard ha riferito che all'ufficio del Pubblico Ministero contro la Corruzione e i reati finanziari austriaco (WKSTA) è stata concessa la competenza di indagare e perseguire Lyoness in Austria.
La rivista Wiener Zeitung ha riferito di una causa pendente avviata dall'Organizzazione dei consumatori austriaca "VKI" nel marzo 2013. Il VKI ha contestato 61 clausole delle " Condizioni generali" di Lyoness definendole opache, incerte e/o insignificanti. Eric Breiteneder, assunto come rappresentante legale dall'organizzazione, si riferiva anche ai concetti usati per distinguere le varie parti dei benefici all'interno del modello di business Lyoness come vaghi e/o indefiniti altrove.
La rivista Handelszeitung ha riferito di sospetti che dei membri di alto livello di Lyoness fossero precedentemente coinvolti in altri schemi piramidali, come lo "Spirito di indipendenza". Ha anche menzionato un sistema chiamato "GTS" (Global Trade System), gestito da Erin Trade SA, come ex organizzazione legata a Hubert Freidl.  Come Lyoness, questa società è stata definita uno schema piramidale nel dibattito pubblico.
Nel settembre 2009 Lyoness ha assunto l'esperto di diritto penale Peter Lewisch per valutare se il modello di business dell'azienda avesse violato la legge austriaca in materia di schemi piramidali illegali. Lo studio, condotto da Lewisch nel settembre 2013, sostiene che Lyoness non sia uno schema piramidale ai sensi della legislazione austriaca. Tuttavia i giudici del tribunale regionale di Krems  hanno concluso che il modello di business di Lyoness è così simile a uno Schema Ponzi, che i contratti tra la società e i suoi partner commerciali non sono validi. Lyoness è stato dichiarato uno schema piramidale da almeno quattro tribunali civili indipendenti in Austria. Inoltre è stato riferito che l'Unione austriaca dei consumatori ha intentato causa contro Lyoness per aver fornito ai partecipanti termini e condizioni poco chiari e ingannevoli. VKI rappresentava i clienti che sostenevano di aver investito denaro nelle campagne pubblicitarie organizzate da Lyoness e in diversi pacchetti di opzioni di trading offerti da Lyoness, ma senza essergli stato consegnato un prospetto. VKI ha vinto la causa contro Lyoness e il tribunale ha stabilito che le 61 clausole contestate sono di fatto illegali, rendendo i contratti tra Lyoness e i suoi membri premium non legalmente vincolanti ai sensi della legge austriaca. Ulteriori procedimenti civili sono stati riuniti in una causa legale per un valore di milioni di euro, avviata dal finanziatore del processo Advofin e supportata e raccomandata dall'Unione austriaca dei consumatori (VKI). La causa sarà presentata ad Amsterdam.
Lyoness è sospettato di essere uno schema piramidale in molti dei paesi in cui opera. In Austria, la sua patria, Lyoness è stata dichiarata uno schema piramidale da quattro tribunali civili indipendenti. Indagini penali sono state concluse anche dal Pubblico Ministero contro la Corruzione e i reati finanziari ("WKStA") che sostiene che Lyoness adotti un sistema piramidale illegale. Lyoness prevede di essere assolta da tutte le accuse. A Novembre 2019 Lyoness subisce un duro colpo dal servizio Antitrust, la quale interrompe temporaneamente l'operatività dell'azienda in Danimarca e in Italia. Ad Aprile 2020 Lyoness è stata dichiarata legale e può operare liberamente anche in Danimarca.
L'ultima decisione in Austria ha anche dichiarato che Lyoness non è classificata come frode o schema piramidale illegale dal Pubblico Ministero contro la Corruzione e i reati finanziari ("WKStA"). Nell'aprile 2016 il tribunale regionale di Vienna ha dichiarato che Lyoness non è un sistema piramidale. Questa decisione è giuridicamente vincolante e non può più essere oggetto di ricorso.

### Procedimenti in Svizzera
Nel marzo 2010 la rivista svizzera Beobachter ha pubblicato un articolo di Pascale Hofmeier intitolato "Lyoness: Hands off". Nell'articolo Sara Stalder della Swiss Consumer Union e Manuel Richard della Swiss Gambling Commission avvertono i consumatori di non fare affari con Lyoness. L'Hebdo, una rivista svizzera, ha effettuato un'inchiesta su come viene raccontato ai membri di Lyoness che un investimento di 3.000 CHF alla fine porterebbe a 25.000 CHF di guadagni, se riuscissero a reclutare un numero sufficiente di nuovi soci paganti.
Nel febbraio 2012 Beobachter ha pubblicato un articolo in cui si afferma che, sulla base della revisione della comunicazione interna Lyoness, ai membri vengono offerti "premi" fino a 45.000 CHF per fornire "informazioni rilevanti" sui critici di Lyoness. È stato riferito che un critico di Zurigo è stato citato in giudizio per oltre 1 milione di CHF per diffamazione dopo aver contattato le società partner di Lyoness in Svizzera nel tentativo di spiegare loro il modello commerciale di Lyoness. Inoltre l'articolo riportava che il modello di business di Lyoness sembra ruotare attorno alle attività di reclutamento anziché agli sconti e che Lyoness è accusato a livello internazionale di contraffazione, frode e mantenimento di un sistema piramidale.
Lo svizzero Handelszeitung ha citato un caso giudiziario che Lyoness ha perso, che ruotava attorno alla questione se la società avrebbe dovuto pubblicare un prospetto finanziario prima di chiedere agli investitori di finanziare le sue campagne pubblicitarie sui mercati esteri. Nel settembre 2012 lo stesso giornale ha riferito che i principali presunti partner Lyoness in Svizzera, Microsoft e Kuoni Travel, stavano decidendo di non proseguire le partnership, nel caso in cui ce ne fosse stata una in corso.
Il Kleine Zeitung ha riferito che vari esperti stavano esaminando gli schemi di investimento per le campagne pubblicitarie organizzate da Lyoness e se fosse stato necessario presentare un prospetto prima di attirare capitali dagli investitori. La professoressa Susanne Kalls, assunta da Lyoness, ha concluso che nessuna regolamentazione del mercato dei capitali è stata violata non emettendo un prospetto; l'avvocato Karl Hengstberger è giunto alla conclusione opposta,  ma ha concordato con Kalls che il pacchetto business Lyoness non costituiva un investimento. Nello stesso articolo il portavoce di Lyoness Mathias Vorbach ammette che la società potrebbe aver avuto qualche problema prima, ma che quei giorni fossero ormai passati e che "Lyoness ha imparato dai suoi errori".  Afferma che i problemi legali sono comparsi solo in Austria (un ricorso contestato) e che il 95% dei membri di Lyoness fa acquisti e non partecipa ai modelli di guadagno offerti da Lyoness.  Tuttavia il Beobachter, dopo aver preso in considerazione dei documenti interni di Lyoness, ha pubblicato un articolo che afferma che il 99,7% del fatturato di Lyoness derivi da acconti su acquisti futuri, non da acquisti effettivi o sconti (risparmiati).

### Procedimenti in Australia
In Australia Lyoness era sotto accusa da parte della Commissione Australiana per la Concorrenza e i Consumatori (ACCC) per la gestione di un sistema piramidale illegale. Il processo è terminato e il giudizio è stato riservato.
Nell'ottobre 2015 la Corte Federale Australiana ha riscontrato che il programma di fidelizzazione non è uno schema piramidale, come inizialmente sostenuto dalla Commissione Australiana per la Concorrenza e i Consumatori (ACCC).
In Australia la Commissione Australiana per la Concorrenza e i Consumatori (ACCC), dopo aver indagato su Lyoness, ha avviato un procedimento contro Lyoness International AG, Lyoness Asia Limited, Lyoness UK Limited e Lyoness Australia Pty Limited, tutte facenti capo a "Lyoness", per la gestione di un sistema di vendita piramidale. L'ACCC sostiene che Lyoness ha gestito il sistema in Australia dalla metà del 2011 e che continua a gestirlo. Il sistema offre sconti "cash back" ai membri che effettuano acquisti attraverso il portale Lyoness, utilizzano i voucher Lyoness o presentano la loro carta Lyoness presso determinati rivenditori. Mentre le stesse offerte di rimborso non sono vietate dalla Legge Australiana sui Consumatori, l'ACCC sostiene che il sistema Lyoness offra anche commissioni ai membri che reclutano nuovi membri e che effettuino un acconto per acquisti futuri. L'ACCC sta cercando dichiarazioni, sanzioni pecuniarie, ingiunzioni, un ordine che richiede al sito Web Lyoness di collegarsi alla denuncia e ai costi. Poiché Lyoness International AG, Lyoness Asia Limited e Lyoness UK Limited hanno sede all'estero, l'ACCC prenderà accordi per il servizio di queste entità. Il caso è davanti al giudice Flick del Tribunale federale di Sydney. Lyoness ha presentato la sua difesa a ottobre 2014. Le vittime australiane affermano di aver perso migliaia di dollari ciascuna a causa di Lyoness. Il processo è terminato e il giudizio è stato a favore di Lyoness.  A maggio 2020 Lyoness è completamente operativa in Australia, senza limitazioni.

### Procedimenti in Svezia
In Svezia l'autorità responsabile ha concluso che Lyoness è uno schema piramidale e ha denunciato Lyoness alla polizia di Stoccolma. Un appello del Gaming Board inizialmente bloccato ha portato alla continuazione delle indagini da parte della polizia di Stoccolma. In Polonia, Francia, Ungheria e Lituania, simili indagini sono state condotte o sono in corso. A maggio 2020 Lyoness è completamente operativa in Svezia, senza limitazioni.

### Procedimenti in Grecia
In Grecia nell'agosto 2015 è stato emesso un mandato di arresto contro i direttori austriaci di Lyoness Greece. Il 10 agosto 2015 il procuratore del tribunale di primo grado di Salonicco ha emesso un mandato di arresto contro Herbert Teissel e sua moglie Anna Teissel, presunti direttori della Lyoness Greece, per tentativi di frode. Lyoness nega con veemenza tutte le accuse.

### Procedimenti in Italia
Nel gennaio 2019 l'Autorità Garante della Concorrenza e del Mercato (AGCM) ha accertato che il sistema di promozione utilizzato dalla società Lyoness Italia S.r.l. per diffondere fra i consumatori una formula di acquisto di beni con cashback, ovvero con la restituzione di una percentuale del denaro speso presso gli esercenti convenzionati, è scorretto in quanto integra un sistema dalle caratteristiche piramidali, fattispecie annoverata dal Codice del consumo tra le pratiche commerciali in ogni caso ingannevoli e ha imposto alla società il pagamento di una sanzione di 3,2 milioni di euro.
L’istruttoria svolta ha consentito di appurare che la possibilità di ottenere uno sconto differito sugli acquisti sotto forma di cashback costituisce in realtà un aspetto secondario del volume economico generato dal sistema Lyoness, pari a circa 1/6 dei ricavi complessivi. Infatti il conseguimento di elevati livelli di Shopping Point, il meccanismo di remunerazione del piano di compensazione, è possibile solo con versamenti di somme di denaro da parte dei consumatori aderenti o da parte dei soggetti da questi ultimi reclutati. Da quanto emerso, numerose decine di migliaia di consumatori hanno versato le predette somme di denaro per entrare, partecipare e rimanere nel sistema e solo pochissimi soggetti sono effettivamente riusciti a conseguire posizioni rilevanti. L'azienda ha respinto le accuse sostenendo di aver modificato il suo sistema mesi prima del provvedimento al fine di aumentarne la trasparenza.
Nel corso del 2019, in seguito al provvedimento dell'AGCM, numerosi ex-membri di Lyoness si sono rivolti allo Studio 3A-Valore S.p.A. per chiedere una rifusione dell'investimento e sono stati presentati degli esposti presso i comandi della Guardia di Finanza di tutto il paese.
Nel 2021 l'AGCM dichiara di aver nuovamente sanzionato lo schema piramidale noto come myWorld, (Lyconet, Lyoness).
Nel Luglio 2023, il Consiglio di Stato con sentenza n. 6766/2023 ha accolto l’appello di Lyconet Italia S.r.l e di myWorld Italia S.r.l. annullando la decisione con cui l’AGCM aveva ravvisato la sussistenza di una pratica commerciale scorretta posta in essere dalle società ed imposto una sanzione pecuniaria a carico delle stesse.

## Reddito

### Income Disclosure Statement
L'Income Disclosure Statement è un documento che le aziende operanti nel settore del Multi-level marketing pubblicano per garantire la trasparenza. Questo tipo di documento viene pubblicato obbligatoriamente negli Stati Uniti e in Canada.
Il guadagno non costituisce il profitto del Marketer. Per capire a quanto equivale il profitto medio di un Marketer è necessario sottrarre il costo medio dell'attività al guadagno. Il guadagno fa riferimento alle commissioni del Marketer e non ai soldi risparmiati grazie al sistema di Cashback.

#### 2012[99]
Nella versione del 2012 pubblicata negli Stati Uniti si sottolinea che il 46% dei Marketer (riportati come Independent Business Representative o IBR) non ha ottenuto guadagni dalla propria attività. Il guadagno medio annuo di un Marketer corrisponde a 524,65 dollari. Il valore della commissione mediana mensile di 0,38 dollari indica che la stragrande maggioranza dei membri riceve una commissione inferiore alla media mensile.
Nel report sono anche riportate le spese medie annue nel 2012 di un Marketer, pari a 1.294,44 dollari. Sottraendo queste spese al guadagno medio annuo si ottiene il reale profitto di un Marketer.

#### 2017[100]
Nella versione del 2017 pubblicata negli Stati Uniti si sottolinea che il 43% dei Marketer non ha ottenuto guadagni dalla propria attività. Il restante 57% si suddivide nel seguente modo:
| Percentuali dei Marketer (relativo al 57% che guadagna) | Guadagno più basso | Guadagno più alto | Guadagno medio annuo |
| ------------------------------------------------------- | ------------------ | ----------------- | -------------------- |
| 97%                                                     | $ 0,01             | $ 1.000,00        | $ 72,1               |
| 2%                                                      | $ 1.001,00         | $ 5.000,00        | $ 2.048,10           |
| <1%                                                     | $ 5,001.00         | $ 10.000,00       | $ 7.241,31           |
| <1%                                                     | $ 10.001,00        | $ 25.000,00       | $ 18.830,02          |
| <1%                                                     | $ 25.001,00        | //                | $ 31.685,29          |

Nel documento è inoltre riportato il guadagno medio annuale che equivale a $ 186,05.

## Televisione
Il 30 novembre 2011 Dragons’ Den Canada ha trasmesso un episodio durante il quale un "Membro Premium" di Lyoness dall'Ontario, in Canada, ha chiesto ai Dragons di investire 175.000 dollari canadesi per acquisire "pacchetti aziendali" Lyoness attraverso di lui. Nessuno dei "Dragons" fu disposto a investire. I Dragons ridicolizzarono lui e la sua idea imprenditoriale, affermando che il sistema fosse "disgustoso" e "uno schema piramidale". Hanno anche consigliato al membro Lyoness, che aveva ipotecato la propria casa per acquisire posizioni Lyoness, di non investire più denaro nel sistema Lyoness.
Un altro programma televisivo che ha affrontato il tema di Lyoness è il programma della televisione pubblica austriaca ORF Report. Questo programma ha trasmesso episodi con i nomi "Lyoness - The money machine" (13 novembre 2012), "Shopping Community Lyoness" (novembre 2013) e "The man behind Lyoness" (24 aprile 2013), intervistando esperti ed ex partecipanti che affermano che Lyoness applica uno schema piramidale dietro la facciata di una "comunità dello shopping". Quest'ultimo episodio presenta anche filmati nascosti di Hubert Freidl che dice ai suoi seguaci che la diffusione di "Cashback Cards" è irrilevante: "si tratta di posizioni, posizioni, posizioni, posizioni".

## Internet
Su Internet, vari siti web e blog di tutto il mondo hanno criticato Lyoness, accusando la società di pratiche commerciali illegali, principalmente attraverso la gestione di schemi piramidali e Ponzi. Molti di questi siti web hanno messo in discussione anche le presunte partnership tra Lyoness e diverse multinazionali e la validità e la pertinenza dei certificati rilasciati alla comunità commerciale Lyoness. Nell'aprile 2013 gli ex partecipanti austriaci di Lyoness si sono organizzati e hanno fondato un'organizzazione e un sito web chiamato Plattform Lyoness. Non molto tempo dopo è stato istituito un equivalente internazionale sotto il nome di Lyoness Complaint Centre.
All'inizio di giugno 2013 Lyoness ha presentato denunce legali contro i fondatori di Plattform Lyoness. I fondatori sono stati costretti a rimuovere i documenti legali relativi a Lyoness dal loro sito web. Un'ingiunzione preliminare in un successivo procedimento giudiziario ha costretto Plattform Lyoness a cambiare il suo nome di dominio da www.plattform-lyoness.at a www.lyoness-geschaedigte-plattform.at, poiché il tribunale ha stabilito che i nomi di dominio collegati a contenuti negativi riguardanti Lyoness devono contenere un termine distintivo per indicare che il dominio non è ospitato da Lyoness stessa. Plattform Lyoness ha risolto questo problema aggiungendo il termine "geschaedigte", che è la parola tedesca per "vittime". Le altre richieste di Lyoness non sono state accolte dalla corte.
Nell'agosto 2015 i fondatori di Plattform Lyoness sono stati assolti da tutte le accuse di Lyoness in tribunale.
Nel marzo 2024 Fanpage.it pubblica un'inchiesta sul marketing multilivello e sulla sua diffusione in Italia, con un specifico approfondimento su Lyconet e il suo sistema di Cashback.